# Liste des œuvres de Manessier dans les musées du monde
Pour un article plus général, voir Alfred Manessier.

## Afrique du Sud
- Johannesbourg, Johannesburg Art Gallery : Hiver en montagne, 1950, huile sur toile, 38 × 55 cm
- Pietermaritzburg, Tatham Art Gallery : Pluie d'automne, 1951, aquarelle

## Allemagne
- Berlin : Nationalgalerie : Février près d’Haarlem, 1956, huile sur toile, 114 × 195 cm
- Berlin : Staatlich Museum, Passion espagnole III, 1973, aquarelle sur papier
- Brême, Kunsthalle : Étude pour Turris Davidica, 1953, huile sur papier marouflé sur toile, 64,8 x 50,3 cm
  - Composition (Étude pour Requiem), 1957, huile sur toile, 97 x 146 cm
- Cologne, Museum Ludwig : Le Feu, 1957, huile sur toile, 81 x 100 cm
- Düsseldorf, Kunstsammlung Nordrhein-Westfalen : La Nuit de Gethsémani, 1952, huile sur toile, 200 x 150 cm
- Essen, musée Folkwang : La Couronne d’épines, 1951, huile sur papier marouflé sur toile, 50 x 46,5 cm
  - Per amica silentia lunae, 1954, huile sur toile, 150 x 200 cm
- Hambourg, Kunsthalle : Fête en Zeeland, 1955, huile sur toile, 200 x 80 cm
- Hanovre, Niedersächsische Landesgalerie : Jardins de Pâques (au Crotoy), 1952, huile sur toile, 73 x 100 cm
- Hanovre, Sprengel Museum Hannover : La Dune, 1955, huile sur toile, 38 x 46 cm
  - Offrande du soir, 1956, huile sur toile, 55 x 33 cm
- Mannheim, Städtische Kunsthalle : Soirée au petit port, 1956, huile sur toile, 97 x 130 cm
- Mönchengladbach, Museum Abteiberg : La Route, lithographie, 1958, épreuve d'artiste.
- Stuttgart, Staatsgalerie Stuttgart : Requiem pour Novembre 56, 1956-1957, huile sur toile, 200 x 300 cm

## Belgique
- Bruxelles, musées royaux des beaux-arts : Les oiseaux passent sur la campagne, 1949, huile sur toile, 90 × 117 cm
  - Seigneur, frapperons-nous de l’épée, 1954, huile sur toile, 200 × 80 cm

## Brésil
- Rio de Janeiro, Museu de Arte Moderna : Litanies vespérales, 1951, huile sur toile, 200 x 150 cm [œuvre majeure détruite au cours d’un incendie en 1978]
  - Passion, 1979, aquarelle sur papier, 58 × 58 cm
- São Paulo, Museu de Arte Contemporânea : Sans titre (composition abstraite), 1948, aquarelle sur papier, 41,5 × 32,3 cm
  - Claire flambée, 1946, huile sur toile, 99,8 × 81 cm

## Canada
- Ottawa, National Gallery of Canada : La Sève, 1963, huile sur toile, 114,1 x 114,1 cm
- Ottawa, Centre national des arts : Lac secret, 1968-1969, tapisserie tissée par l’atelier Plasse Le Caisne, 4,85 x 7,60 m
- Montréal, Musée d’art contemporain : L’Étable, 1943, huile sur toile, 33,3 x 54,9 cm
  - Procès de Burgos I, 1971, lithographie, 77,5 x 119,3 cm
  - Procès de Burgos I, 1971, lithographie, 78,5 x 119,5 cm
  - Ombre escarpée, 1966, lithographie (épreuve d'artiste) dédicacée, 65,8 x 50,3 cm
  - Lithographie III, tirée de la suite Pâques, 1978, (édition de 1979), 56 x 75,8 cm
  - Lithographie XI, tirée de la suite Pâques, 1978, (édition de 1979), 55,9 x 76 cm
  - Lithographie XIV, tirée de la suite Pâques, 1978 (édition de 1979), 56 x 75,6 cm

## Croatie
- Zagreb, Galerija Métropolitana : Suite des Quinze lithographies sur le thème de Pâques (série no XVI), 1978

## Espagne
- Madrid, Museo Thyssen-Bornemisza : Composicion azul-roja, 1949, huile sur toile, 46 × 61 cm (Œuvre visible à l'adresse internet ci-dessus)
- Villafamès (catalan: Vilafamés) (Castellon), Museu popular d’art contemporani : Roches espagnoles, 1965, huile sur carton/isorel, 50 X 33 cm

## États-Unis
- East Lansing, Michigan State University – Kresge Art Museum : Lithographies
- New York, The Solomon R. Guggenheim Museum : Étude pour Jeux dans la neige, 1951, huile sur toile, 50 x 61 cm
- New York, The Museum of Modern Art : Figure de pitié, 1944-1945, huile sur toile, 146,7 X 97,2 cm
  - Évocation de la mise au tombeau, 1948, aquarelle sur papier
  - Pour la fête du Christ Roi, 1952, huile sur toile, 200 x 150 cm
  - Lithographies : Crépuscule, 1950, 56,9 × 38,3 cm / 40,3 × 26,4 cm
  - Catalogue d'exposition, Nuit de Gethsémani (version rouge) 1952 32,26 x 24,9 cm /21,6 x 16,8 cm (et petite lithographie: 5,8 x 6,7 cm)
  - Même œuvre (version bleu-vert), voir dimensions ci-dessus.
  - Litanies, 1952, 56,8 x 38,3 / 51,4 x 32,6
  - Hiver en Hollande, 1956, 33 x 24,9 cm / 21 x 21,3 cm
  - Vive flamme, 1954, 65,2 x 50 / 51,3 x 35,6 cm (Lithographie no 7 de la série des Cantiques spirituels de Saint Jean de la Croix?)
  - Février en Hollande, date?, dimensions?
- Notre Dame, université Notre-Dame-du-Lac, Indiana : Étude pour le Jardin des oliviers, 1963, huile sur toile, 73 x 100 cm
- Pittsburgh, Carnegie Institute. Museum of art : Couronne d’épines, 1954, huile sur toile, 114 x 162 cm
- Washington, ambassade de France : L’Accueil, tapisserie tissée par l’atelier Plasse Le Caisne, 1984, 275 × 554 cm
- Washington, Duncan Phillips Collection : Du Fond des ténèbres, 1963, huile sur toile, 73 × 92 cm

## Finlande
- Tampere, Sara Hildénin taidemuseo : Le Long du Sentier, 1960, huile sur toile, 50 × 200 cm

## Grande-Bretagne
- Londres, Tate Gallery : Moins 12°, 1956, huile sur toile, 114 x 146 cm
  - Sans titre (Untitled), Lithographie, vers 1952, 320 x 500 mm [œuvre visible sur le site du musée]
  - Printemps précoce (Early spring), 1966, 217 x 220 mm [œuvre visible sur le site du musée]

## Italie
- Turin, Museo Civico Arte Contemporanea : Longwy la nuit, 1951, huile sur toile, 134 x 167 cm
- Venise, Galleria Internazionale d’Arte Moderna : Alléluia II, 1962, huile sur toile, 114 x 114 cm

## Luxembourg
- Luxembourg (ville), Musée national d’Histoire et d’Art : Épiphanie ou Nuit de l’Épiphanie, 1960-1961, huile sur toile, 200 x 150 cm [œuvre visible sur le site du musée]
- Collection Joseph Pauly-Groff
  - Port au couchant, 1948, huile sur panneau, 20,5 x 35 cm
  - La Fête hollandaise, 1952, huile sur toile, 26,5 x 73 cm
  - Près d’Eindhoven, 1955, huile sur toile, 38 x 100 cm
  - La Vallée, 1959, huile sur toile, 92 x 73 cm
  - Pâques, 1961, huile sur toile, 100 x 81 cm
  - Esch, les Forges, 1961, huile sur toile, 50 x 100 cm
  - Composition, 1971, huile sur toile, 60 x 81,5 cm
  - La Flamme, tapisserie tissée par l’atelier Plasse Le Caisne, 1972, 286 x 228 cm (Réplique légèrement réduite de la tenture no 7 de la suite des douze tapisseries sur le thème des Cantiques spirituels de saint Jean de la Croix)
  - Petite Joie champêtre, 1974, huile sur toile, 74 x 100 cm
  - Couronne d’épines, vers 1976, gouache sur papier, 22,5 x 21 cm
  - Couronne d’épines, 1976, huile sur toile, 60 x 60 cm
  - Entrée du port, 1976, huile sur panneau, 50 x 50 cm
- Esch-sur-Alzette, théâtre municipal : La Coulée, tapisserie tissée par l’atelier Plasse Le Caisne, 1972-1973, 320 x 290 cm

## Macédoine du Nord
- Skopje, musée d’art contemporain : Lavis et dessins, 1959

## Mexique
- Cuauhtémoc (Chihuahua), Museo : Paysage nocturne, 1980, aquarelle sur papier, 24 × 31 cm
- Mexico, Museo Rufino Tamayo : Onze septembre 1973 [Hommage à Salvador Allende], 1973, huile sur toile, 200 × 200 cm

## Norvège
- Oslo, Museet for Samtidskunst : Hiver, 1950, huile sur toile, 130 x 162 cm
  - Élan printanier, 1951, huile sur toile, 46 x 27 cm
  - Attente du printemps, 1952, huile sur toile, 39 x 23,5 cm
  - Le Ruisseau, 1959, pastel sur papier, 24,7 x 32,7 cm
- Bærum, Fondation Sonja Henie-Niels Onstad, Henie Onstad Kunstsenter (HOK) : Composition, huile sur toile, 1953
  - Alléluia des champs, 1955, huile sur toile, 160 x 160 cm
  - La Nuit à Saint-Jean-de-Luz, 1955, huile sur toile, 130 x 162 cm
  - Le Bouquet, 1955, huile sur toile, 60 x 73 cm

## Pays-Bas
- Amsterdam, Stedelijk Museum : David, 1948, huile sur toile, 164 x 132 cm
- Eindhoven, Stedelijk Van Abbemuseum : Barrabas, 1952, huile sur toile, 200 x 150 cm
  - Nuit d’été, 1956, huile sur toile, 60 x 73 cm
- Helmond, Gemeentemuseum Helmond – Boscotondohal : ?
- Rotterdam, Museum Boijmans Van Beuningen Port nocturne, 1950, huile sur toile, 54 x 65 cm
  - Offrande du soir, 1954, huile sur toile, 200 x 150 cm

## Portugal
- Lisbonne, Museu Calouste Gulbenkian : Lavis sur papier, 1959
- Sintra, Museu de arte moderna : Sous le Pont, 1947, huile sur toile, 81 x 100 cm

## Suède
- Halmstad, Mjellby Konstgard : La Cité, 1947, huile sur toile, 36 x 49 cm
- Lund, Konsthall : Ensemble des pré-maquettes et études des vitraux et de la mosaïque de la Chapelle Sainte-Thérèse de l’Enfant Jésus à Hem (Nord, France)
  - La pré-maquette du vitrail de l’Église de Tous les Saints de Bâle (Suisse)
  - Trois maquettes des vitraux de la chapelle Notre-Dame de la Paix au Pouldu en Bretagne, 1958.
- Malmö, Museum : Lithographies [en attente d'informations][Quand ?]
- Stockholm, Moderna Museet : La Nuit du Jeudi Saint, 1955, huile sur toile, 200 x 80 cm

## Suisse
- Bâle, Kunstmuseum : Nocturne, 1950, huile sur toile, 81 x 100 cm
  - Dans la prairie, 1951, aquarelle sur papier
  - Composition, 1953, huile sur toile, 22 x 27,5 cm
- Vevey, musée Jenisch : Grand bouquet canadien, 1968, huile sur toile, 114 x 114 cm
- Fribourg, musée d’art et d’histoire : Office des ténèbres, 1948-1959, huile sur toile, 195 x 114 cm
  - Passion selon saint Luc II, 1987, huile sur toile, 200 x 150 cm
- La Chaux-de-Fonds, musée des beaux-arts : La Passion de Notre Seigneur Jésus-Christ, 1952, huile sur toile, 200 × 150 cm
- Le Locle, Musée des Beaux-arts : Lithographies
- Locarno, Pinacoteca Casa Rusca : Œuvre gravé / Legs Nesto Jacometti
- Romont, Vitromusée (Musée suisse du Vitrail) : La Nuit du Vendredi-Saint, panneau d’étude du vitrail de la chapelle du Saint-Sépulcre, Cathédrale Saint-Nicolas de Fribourg, 1976
  - Le Sacré-Cœur, réplique de l’un panneau de dalle de verre de l’Église d’Alby-sur-Chéran
  - Maquettes des vitraux de la cathédrale Saint-Nicolas de Fribourg, 1976
- Sion, musée cantonal des beaux-arts : Passion selon Saint Matthieu, 1986, huile sur toile 230 x 200 cm
  - Passion selon Saint Marc, 1986, huile sur toile 230 x 200 cm
  - Passion selon Saint Luc, 1986, huile sur toile 230 x 200 cm
  - Passion selon Saint Jean, 1986, huile sur toile 230 x 200 cm
- Zurich, Kunsthaus : Les Deux Écoliers, 1948, huile sur toile, 65 x 46 cm
  - Tumulte, 1961, huile sur toile, 230 × 200 cm

## Vatican(État de la Cité du Vatican)
- Musei e Gallerie Pontificie, Collezione Vaticana d’Arte Religiosa Moderna : Les sept maquettes des vitraux de l’église Saint-Michel des Bréseux, 1948-1950, huile sur papier
  - A été enseveli, 1961, huile sur toile, 284 x 148 cm